# Poinciana
Poinciana és una concentració de població designada pel cens dels Estats Units a l'estat de Florida. Segons el cens del 2000 tenia 13.647 habitants.

## Demografia
Segons el cens del 2000, Poinciana tenia 13.647 habitants, 4.153 habitatges, i 3.563 famílies. La densitat de població era de 150,1 habitants/km².
Dels 4.153 habitatges en un 50,3% hi vivien nens de menys de 18 anys, en un 65,5% hi vivien parelles casades, en un 15,4% dones solteres, i en un 14,2% no eren unitats familiars. En el 10,5% dels habitatges hi vivien persones soles el 3,7% de les quals corresponia a persones de 65 anys o més que vivien soles. El nombre mitjà de persones vivint en cada habitatge era de 3,29 i el nombre mitjà de persones que vivien en cada família era de 3,49.
Per edats la població es repartia de la següent manera: un 34,1% tenia menys de 18 anys, un 8,5% entre 18 i 24, un 30,6% entre 25 i 44, un 18,7% de 45 a 60 i un 8,1% 65 anys o més.
L'edat mediana era de 31 anys. Per cada 100 dones de 18 o més anys hi havia 89 homes.
La renda mediana per habitatge era de 37.172 $ i la renda mediana per família de 37.688 $. Els homes tenien una renda mediana de 26.860 $ mentre que les dones 20.934 $. La renda per capita de la població era de 12.590 $. Entorn del 12% de les famílies i el 12,8% de la població estaven per davall del llindar de pobresa.

## Poblacions més properes
El següent diagrama mostra les poblacions més properes.